# 艾倫·威爾遜·瓦茨

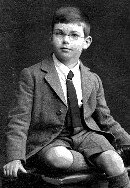
7歲的瓦茨

艾倫·威爾遜·瓦茨（英語：Alan Wilson Watts，1915年1月6日—1973年11月16日）英国作家、演讲者，自称“哲学娱乐家”。他因解释和普及日本、中国和印度的佛教、道教和印度教哲学传统而为西方观众所熟知。他出生于英国奇斯尔赫斯特，并于1938年移居美国，在纽约开始了禅修训练。他获得了Seabury-Western神学院的神学硕士学位，并于1945年成为圣公会牧师。1950年他离开了教职，并搬到了加利福尼亚州，在美国亚洲学院任教。